# 이스턴 헤밍스
이스턴 헤밍스 제퍼슨(Eston Hemings Jefferson, 1808년 - 1856년)은 미국 몬티첼로에서 태어난 흑인-백인 혼혈 노예이자 사회운동가였다. 원래 이름은 토머스 이스턴 헤밍스(Thomas Eston Hemings)인데 샐리 헤밍스의 자녀들 중 한 명으로 부친이 미국 제3대 대통령 토머스 제퍼슨으로 추정된다. 1998년부터 미국에서는 그의 후손들을 비롯하여 토머스의 삼촌인 필드 제퍼슨의 후손들 사이에 DNA 테스트 결과 이스턴의 후손들은 제퍼슨 가문의 남성들과 유전자가 일치하는 것으로 나타났다. 제퍼슨 형제의 후손일 수도 있지만 정황상 토머스 제퍼슨이 가장 유력한 인사긴 하다.
토머스 제퍼슨이 죽으면서 석방된 이스턴과 그의 형 메디슨 헤밍스는 1835년 그들의 어머니 샐리 헤밍스가 죽을 때까지 버지니아주 샬러츠빌에서 생활하였다. 남북 전쟁에 연방정부군 중령, 대령으로 참전한 존 웨일스 제퍼슨은 그의 아들이었다.

## 생애
이스턴은 샐리 헤밍스의 아들로 노예 신분으로 태어났다. 노예 베티 헤밍스와 그의 주인인 존 웨일스의 사생아로 태어난 어머니 샐리 헤밍스는 존 웨일스의 딸 마사 웨일스의 시녀가 되어 토머스 제퍼슨에게 왔다.
어려서 어머니 샐리 헤밍스와 형제들의 석방을 위해, 외할머니인 베티 헤밍스가 석방된 이후 그 후손들이 정착한 곳에 가서 가벼운 잔심부름과 목공 일을 배웠다. 이스턴은 형 메디슨 헤밍스와 함께 자신의 외삼촌들의 보호하에 목공 훈련 등을 배웠고, 몬티첼로에서 기술자로 생활하였다. 또한 메디슨, 이스턴, 베벌리 3형제는 여기서 바이올린을 연주하는 법을 배웠다. 그러나 1826년 토머스 제퍼슨의 유언대로 그와 형 메디슨은 석방되었다.
또한 토머스 제퍼슨은 샐리 헤밍스와 그의 석방된 자녀들을 버지니아주에 머무를 수 있도록 청원하였다. 이스턴과 그의 형 메디슨 헤밍스, 딸, 조카 등은 1835년 그들의 어머니 샐리 헤밍스가 죽을때까지 버지니아주 샬러츠빌에서 생활하였다. 한편 1830년 버지니아주의 인구 조사 당시 그는 백인의 피부를 하고 있었지만 가계 조사로 8분의 7만이 백인이라고 인정되었다. 순혈, 인종 무결성을 검증하는 법은 1924년까지 버지니아주에 존속하였다.
1832년 그는 자유민 신분이었던 줄리아 앤 아이작(Julia Ann Isaacs, 1814년 - 1889년)과 결혼하였다. 줄리아 앤 아이작은 독일계 유대인 상인인 데이비드 아이작(David Isaacs)과 백인 주인과 흑인 노예와의 사이에서 태어난 앤 내시 웨스트(Ann Nancy West)의 딸이었다. 줄리아와의 사이에서 얻은 아들 존 웨일스 제퍼슨(John Wayles Jefferson, 1835-1892)과 딸 앤 웨일스 제퍼슨(Anne Wayles Jefferson, 1836-1866), 비벌리 프레드릭 제퍼슨(Beverly Frederick Jefferson, 1838-1908) 등이 태어났다. 이들은 헤밍스라는 성을 사용하였지만 1950년의 어느 시점에 가서 성이 제퍼슨으로 바뀌게 된다.

## 같이 보기
- 샐리 헤밍스
- 토머스 제퍼슨
- 메디슨 헤밍스
- 존 웨일스 제퍼슨

## 참고 서적
- Annette Gordon-Reed, The Hemingses of Monticello: An American Family, New York: W.W. Norton & Co., 2008
- Stanton, Lucia. Free Some Day: The African-American Families of Monticello, Charlottesville: Thomas Jefferson Foundation, 2000.

1. ↑  노예 대금을 치루고 풀어주기 위해서